# Magisteruppsats
En magisteruppsats, vanligen även kallad D-uppsats, är ett självständigt, utredande forskningsarbete på högskolenivå som är en av förutsättningarna för att erhålla en magisterexamen. 
Den svenska högskoleförordningen ställer inga krav på magisteruppsatsens eller uppsatskursens utformning. Däremot ställs i förordningen vissa krav på den eller de uppsatser som ska ingå i en magisterexamen. I praktiken innebär det att magisteruppsatser antingen motsvarar 15 eller 30 högskolepoäng, det vill säga 10 respektive 20 veckors heltidsstudier. Den kortare studietiden kan tillämpas av en student som tidigare presterat en kandidatuppsats i samma huvudämne. Magisteruppsatsen kan då bygga vidare på den tidigare undersökningen eller vara helt fristående. En student utan tidigare uppsats i huvudämnet måste genomgå en uppsatskurs om 30 högskolepoäng för att kunna få ut sin examen.